# 岩本町站
岩本町站（日语：／ Iwamotochō eki */?）是位於日本東京都千代田區神田岩本町，屬於東京都交通局（都營地下鐵）新宿線的鐵路車站。車站編號是S 08。
在穿越神田川的昭和通北側約150公尺，設有JR東日本、日比谷線、筑波快線的秋葉原站，可步行進行聯絡運輸。

## 歷史
- 1978年（昭和53年）12月21日：新宿線本站－東大島站間通車，車站開業。為始發站
- 1980年（昭和55年）3月16日：新宿站－本站間通車，成為中間站。同時開始與京王線相互直通運轉。
- 2008年（平成20年）3月15日：推出JR東日本秋葉原站的定期券連絡運輸服務。
- 2013年（平成25年）3月16日：與東京地下鐵日比谷線秋葉原站開始連絡運輸。適用轉乘優惠。
- 2015年（平成27年）2月10日：推出筑波快線秋葉原站的定期券連絡運輸服務。

### 與秋葉原站轉乘
本站鄰近秋葉原站，可步行轉乘，但自1978年（昭和53年）12月21日開業起約30年間都未有連絡運輸服務。
2008年（平成20年）3月15日起，JR東日本各線發售連絡定期券，開始定期券連絡運輸。
東京地下鐵日比谷線於2013年（平成25年）3月16日起開始連絡運輸服務，推出連絡定期券與轉乘優惠。
筑波快線在2015年（平成27年）2月10日起發售連絡定期券。至此，本站與秋葉原站所有路線皆有連絡運輸服務。

## 車站
本站是島式月台2面3線之地下車站。都營新宿線末班車（笹塚24:16發）以本站為終點。
隔日5:00發往新宿的首班車從本站發出。
| 月台 | 路線       | 目的地                     | 備註                                              |
| ---- | ---------- | -------------------------- | ------------------------------------------------- |
| 1、2 | 都營新宿線 | 神保町、新宿、 京王線方向  | 新宿站直通 京王線 （新宿～笹塚站間直通 京王新線） |
| 3、4 | 都營新宿線 | 馬喰橫山、大島、本八幡方向 |                                                   |

（來源：都營地下鐵:車站構內圖 （页面存档备份，存于））
1、4號線為本線，2、3號線為共用線路的待避線（副本線）。
開始與京王帝都電鐵（現京王電鐵）相互直通時，京王車輛會在本站中線折返。
待避急行的各站停車在2000年（平成12年）12月以前在本線（1、4號線）待避，之後改至中線待避。若是因誤點等因素需在本線待避時，通過列車的速度限制在35km/h。

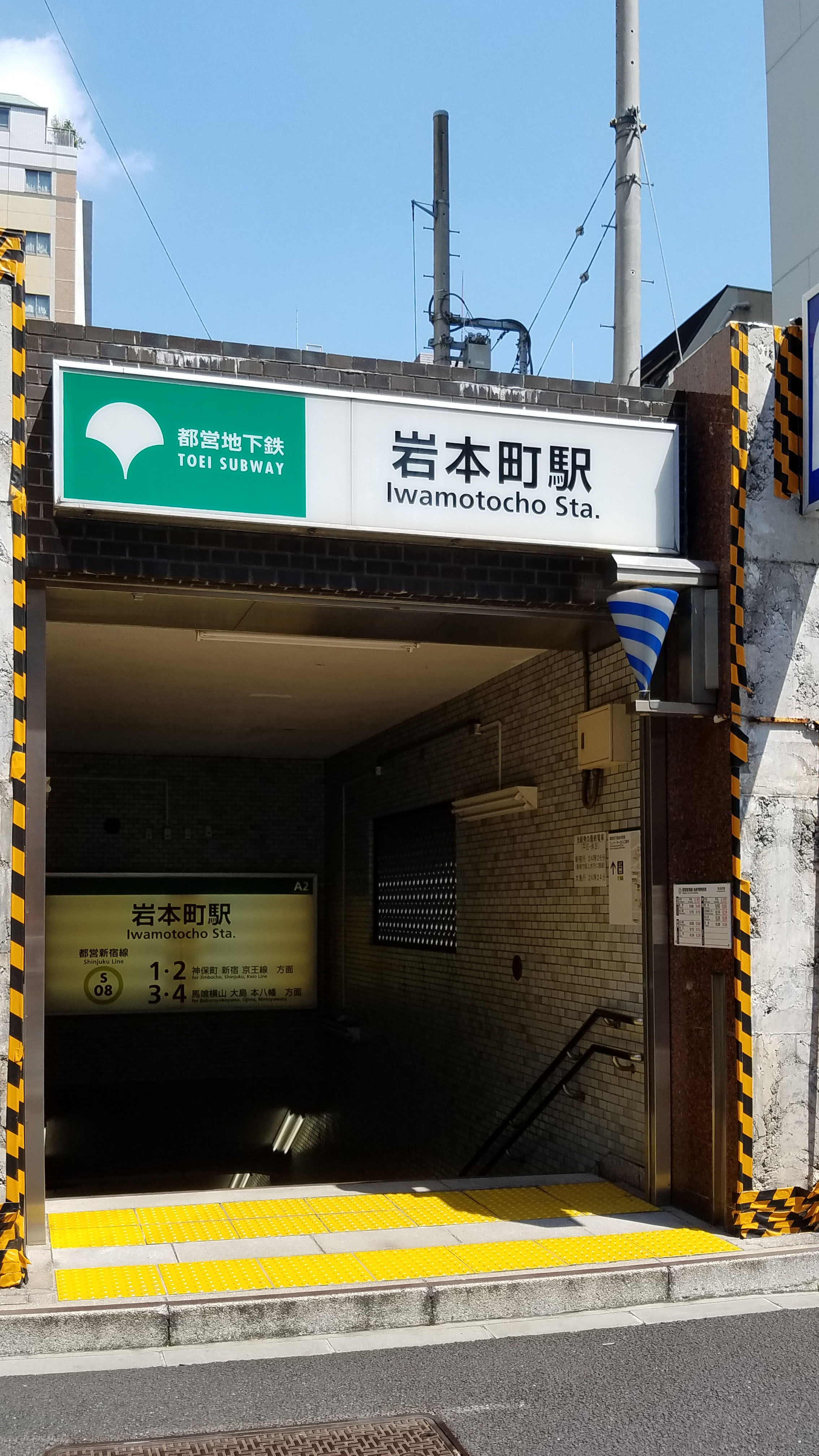
A2出入口(2017年4月)
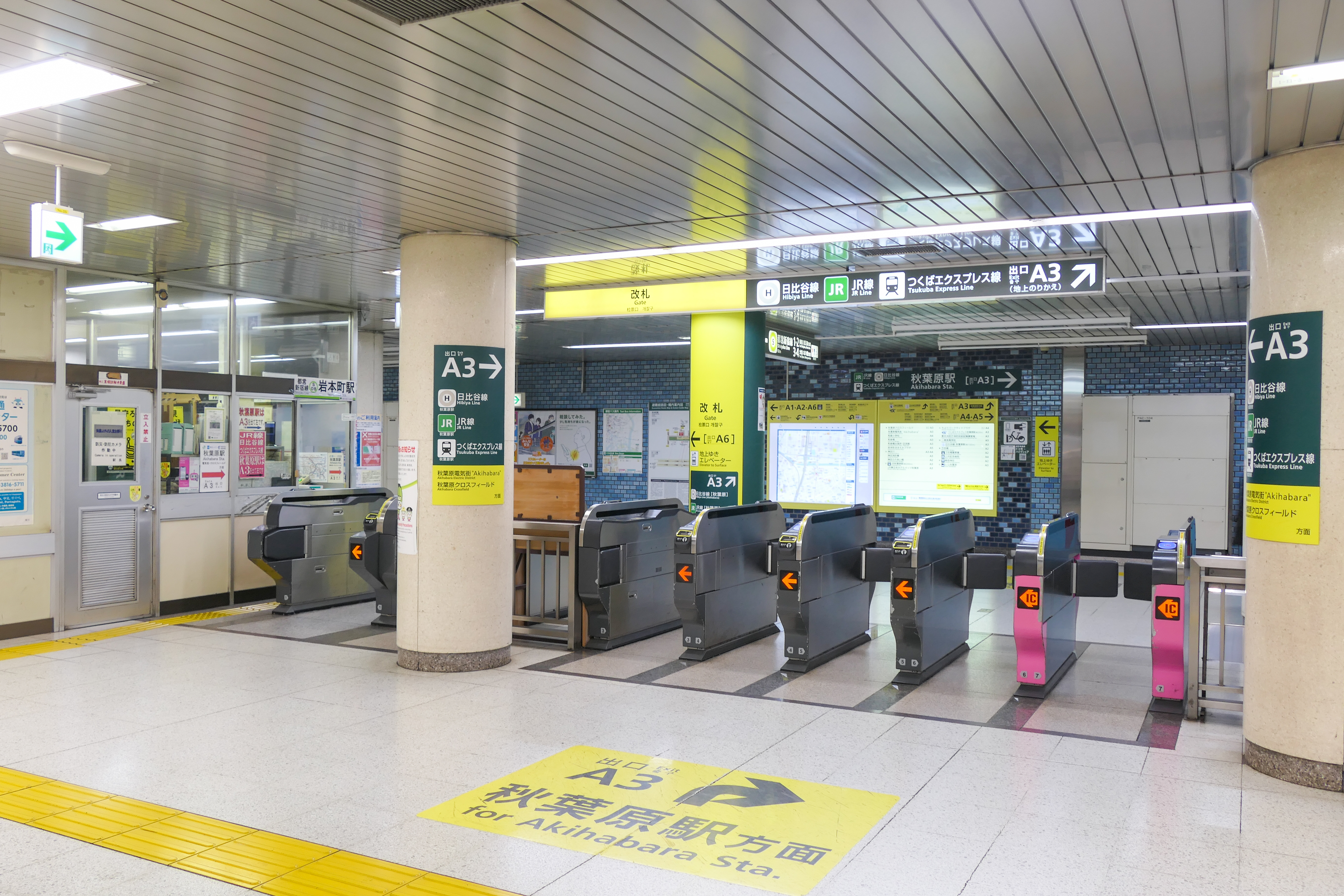
驗票口（2023年3月）
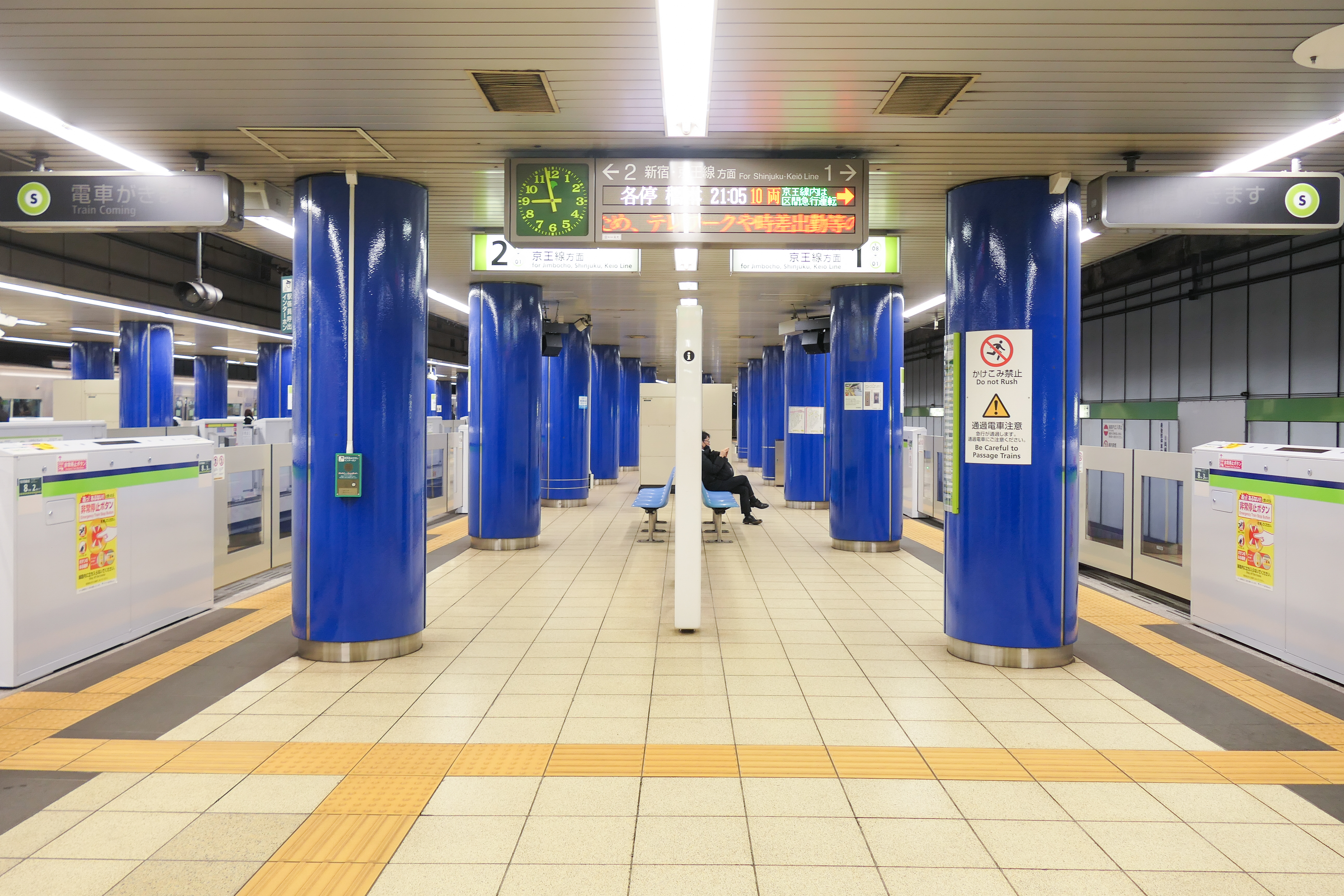
1號與2號月台（2023年3月）
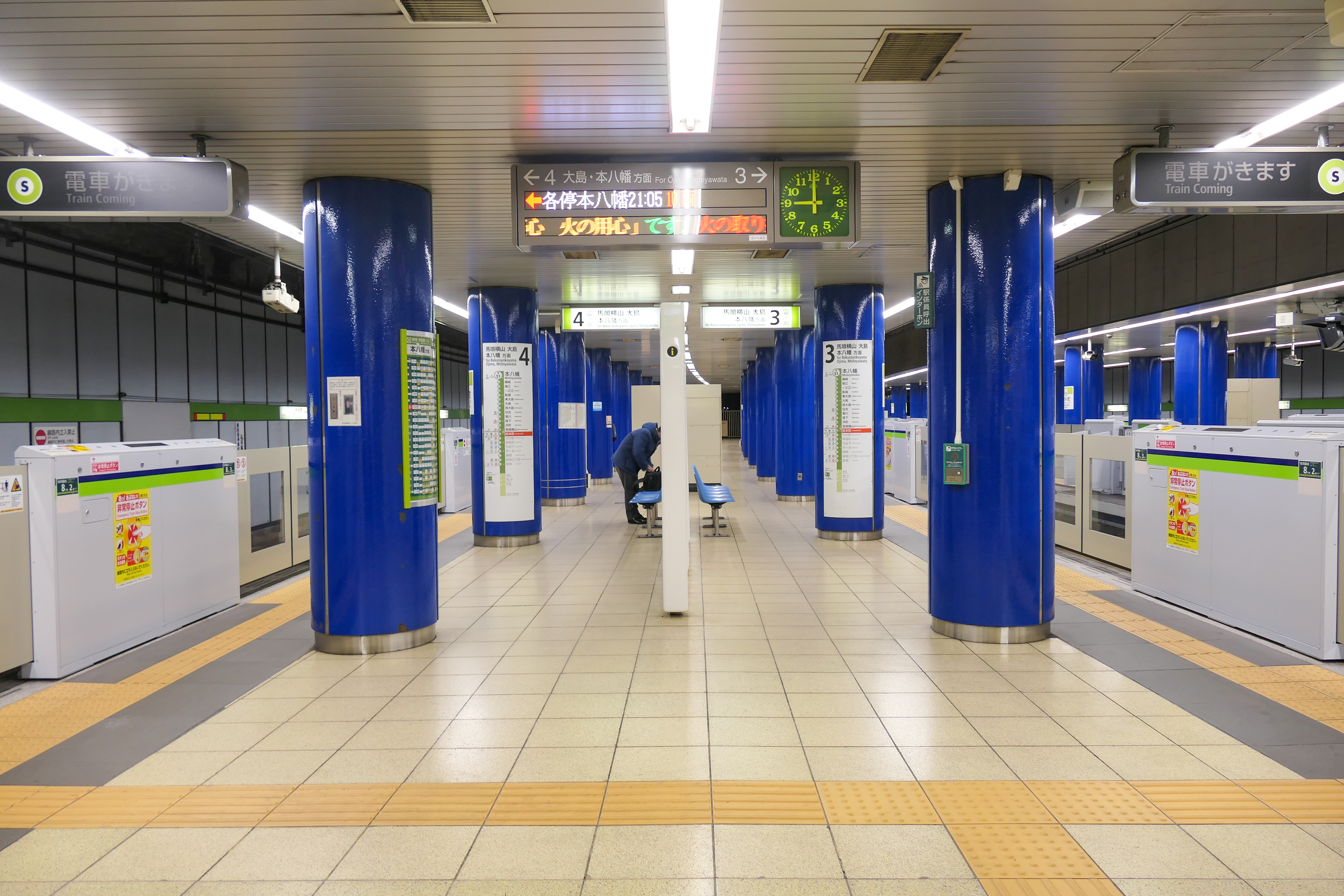
3號與4號月台(2023年3月)

## 利用狀況
2017年度1日平均上下車人次為53,741人（上車人次：25,844人、下車人次：26,897人）。
各年度1日平均上下車、上車人次如下表。
| 年度               | 1日平均 上下車人次 | 1日平均 上車人次 | 來源     |
| ------------------ | ------------------ | ---------------- | -------- |
| 1990年（平成02年） |                    | 18,671           | [ * 1 ]  |
| 1991年（平成03年） |                    | 19,377           | [ * 2 ]  |
| 1992年（平成04年） |                    | 19,551           | [ * 3 ]  |
| 1993年（平成05年） |                    | 19,858           | [ * 4 ]  |
| 1994年（平成06年） |                    | 20,074           | [ * 5 ]  |
| 1995年（平成07年） |                    | 20,027           | [ * 6 ]  |
| 1996年（平成08年） |                    | 19,841           | [ * 7 ]  |
| 1997年（平成09年） |                    | 19,567           | [ * 8 ]  |
| 1998年（平成10年） |                    | 19,633           | [ * 9 ]  |
| 1999年（平成11年） |                    | 19,475           | [ * 10 ] |
| 2000年（平成12年） |                    | 19,263           | [ * 11 ] |
| 2001年（平成13年） |                    | 17,945           | [ * 12 ] |
| 2002年（平成14年） |                    | 18,192           | [ * 13 ] |
| 2003年（平成15年） | 35,158             | 17,189           | [ * 14 ] |
| 2004年（平成16年） | 33,841             | 16,602           | [ * 15 ] |
| 2005年（平成17年） | 34,519             | 17,071           | [ * 16 ] |
| 2006年（平成18年） | 36,606             | 18,113           | [ * 17 ] |
| 2007年（平成19年） | 38,271             | 18,971           | [ * 18 ] |
| 2008年（平成20年） | 39,348             | 19,536           | [ * 19 ] |
| 2009年（平成21年） | 39,611             | 19,702           | [ * 20 ] |
| 2010年（平成22年） | 40,022             | 19,979           | [ * 21 ] |
| 2011年（平成23年） | 40,324             | 20,155           | [ * 22 ] |
| 2012年（平成24年） | 41,053             | 20,520           | [ * 23 ] |
| 2013年（平成25年） | 44,294             | 22,153           | [ * 24 ] |
| 2014年（平成26年） | 46,296             | 23,141           | [ * 25 ] |
| 2015年（平成27年） | 48,981             | 24,485           | [ * 26 ] |
| 2016年（平成28年） | 51,410             | 25,675           | [ * 27 ] |
| 2017年（平成29年） | 53,741             | 26,844           |          |

## 車站周邊
- 秋葉原站
- 昭和通
- 靖國通
- 首都高速1號上野線
- 山崎麵包本社
- 王將食品服務（日语：王将フードサービス）東京地區本部
- 東神田纖維問屋
- 玄武館（日语：玄武館）跡 - 北辰一刀流開祖千葉周作開設的劍術道場。原在日本橋品川町，後遷至此地。

### 巴士路線
都營巴士岩本町站前巴士站在靖國通上。
- 秋26：往葛西站

## 相鄰車站
都營地下鐵
 新宿線
■急行
通過
■各站停車
小川町（S 07）－岩本町（S 08）－馬喰橫山（S 09）

### 來源
東京都統計年鑑
1. ↑  .   [2017-05-31]. （原始内容存档于2016-03-05）.
2. ↑  .   [2017-05-31]. （原始内容存档于2016-03-05）.
3. ↑  .   [2013-07-04]. （原始内容存档于2013-08-15）.
4. ↑  .   [2013-07-04]. （原始内容存档于2013-02-03）.
5. ↑  .   [2013-07-04]. （原始内容存档于2013-02-03）.
6. ↑  .   [2013-07-04]. （原始内容存档于2013-02-03）.
7. ↑  .   [2013-07-04]. （原始内容存档于2013-02-03）.
8. ↑  .   [2013-07-04]. （原始内容存档于2016-03-04）.
9. ↑  東京都統計年鑑（平成10年）PDF
10. ↑  東京都統計年鑑（平成11年）PDF
11. ↑  .   [2013-07-04]. （原始内容存档于2016-03-04）.
12. ↑  .   [2013-07-04]. （原始内容存档于2016-03-04）.
13. ↑  .   [2013-07-04]. （原始内容存档于2017-07-29）.
14. ↑  .   [2013-07-04]. （原始内容存档于2017-07-29）.
15. ↑  .   [2013-07-04]. （原始内容存档于2017-07-29）.
16. ↑  .   [2013-07-04]. （原始内容存档于2017-07-29）.
17. ↑  .   [2013-07-04]. （原始内容存档于2017-07-29）.
18. ↑  .   [2013-07-04]. （原始内容存档于2017-07-29）.
19. ↑  .   [2013-07-04]. （原始内容存档于2017-07-29）.
20. ↑  .   [2013-07-04]. （原始内容存档于2016-03-26）.
21. ↑  .   [2013-07-04]. （原始内容存档于2016-03-27）.
22. ↑  .   [2013-07-04]. （原始内容存档于2016-03-25）.
23. ↑  .   [2017-05-31]. （原始内容存档于2016-03-27）.
24. ↑  .   [2017-05-31]. （原始内容存档于2016-03-22）.
25. ↑  .   [2017-05-31]. （原始内容存档于2017-07-30）.
26. ↑  .   [2019-02-12]. （原始内容存档于2018-11-09）.
27. ↑  .   [2019-02-12]. （原始内容存档于2019-05-02）.

## 外部連結
- 岩本町 - 東京都交通局